# Maison Alexandra David-Neel
Pour les articles homonymes, voir Dzong.
La Maison Alexandra David-Neel, aussi appelée Samten Dzong (« la forteresse de la méditation » en tibétain), est un musée et un centre d'interprétation consacré à l'écrivaine orientaliste Alexandra David-Néel, situé dans son ancienne résidence à Digne-les-Bains en France.

## Localisation
La maison est située dans la commune de Digne-les-Bains, 27 avenue du Maréchal-Juin, dans le département des Alpes-de-Haute-Provence.

## Historique
La maison a été achetée en 1928 par Alexandra David-Néel à son retour du Tibet. Elle la nomme, en tibétain, Samten Dzong, « forteresse de la concentration », qui deviendra « forteresse de la méditation ». 
Quatre ans plus tard, avec ce qu'elle appelle « son instinct d'architecte »[réf. nécessaire], elle construit des pièces supplémentaires, une tour et des toits-terrasses qui donnent à l'ensemble un aspect anglo-tibétain[réf. nécessaire]. C'est l'unique demeure de l'écrivain ; elle y vécut avec Aphur Yongden, guide sikkimais qui l'accompagna dans ses plus longs voyages asiatiques (1911-1925 puis 1937-1946) et devint son fils adoptif en 1929. Elle y a écrit de nombreux ouvrages relatant ses différents voyages, mais aussi des essais sur le bouddhisme et les enseignements secrets des lamas tibétains et des articles de journaux. Elle meurt dans sa maison le 8 septembre 1969, à presque 101 ans, accompagnée par la présence de Marie-Madeleine Peyronnet, devenue en 1959 sa secrétaire particulière. 
Son fils adoptif, Aphur Yongden, y est mort en 1955.
Alexandra David-Néel a légué à la ville de Digne-les-Bains sa propriété, ses droits d'auteur et le fonds d'archives (manuscrits, photographies, objets asiatiques). 
Marie-Madeleine Peyronnet hérita du droit de vivre à Samten Dzong. Elle poursuivit le travail d'édition des écrits de David-Néel en publiant notamment l'importante correspondance entre elle et son mari, Philippe Néel, et de nombreux ouvrages posthumes. En 1977, elle créa, avec l'aide de plusieurs personnes, dont le maire de Digne-les-Bains de l'époque, l'Association Fondation Alexandra David-Néel, qui aida à développer le musée, en augmentant ses collections,.
En 2016, Samten Dzong est devenu musée de France.

## Description

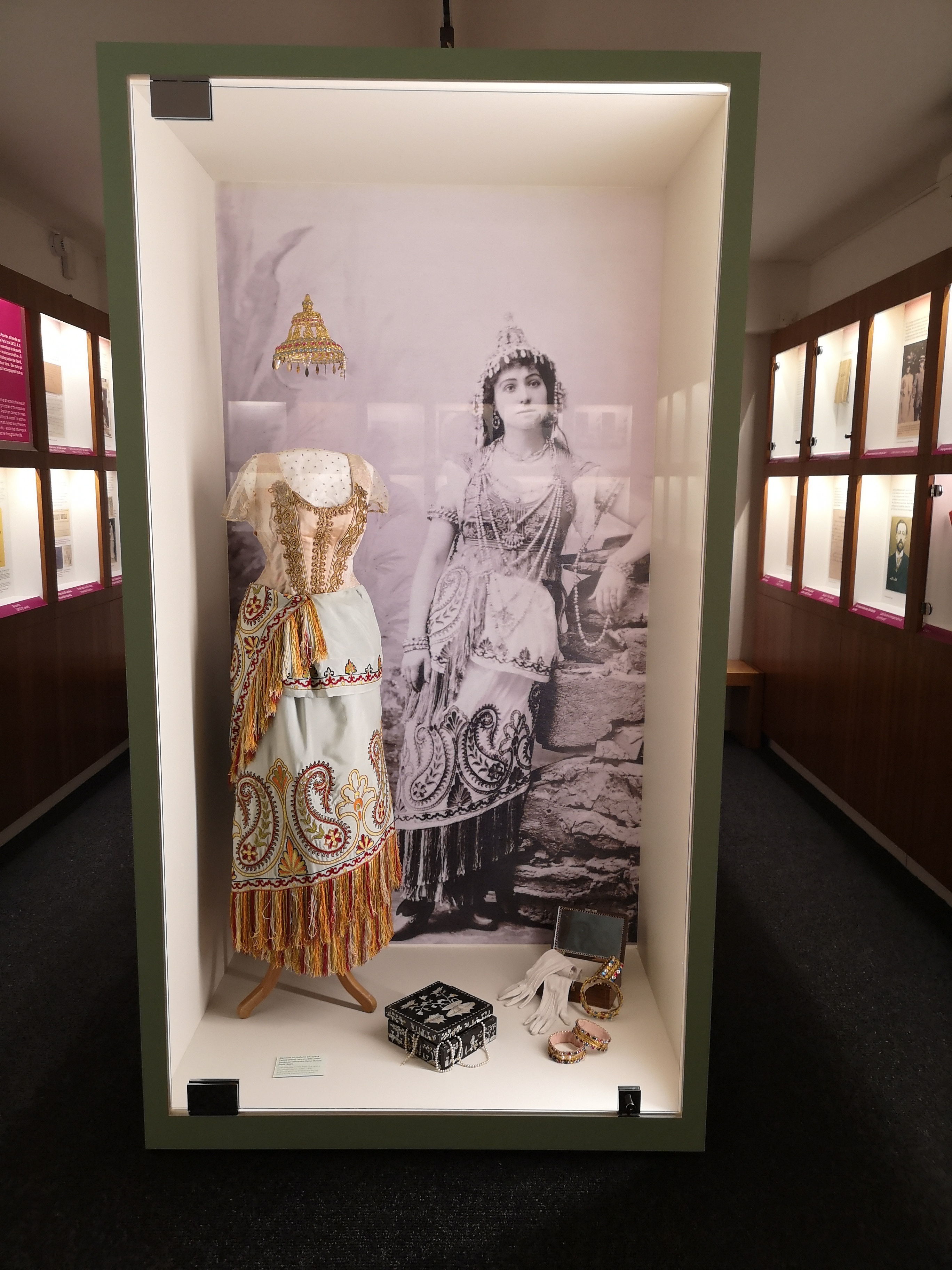
Vue de l'intérieur du musée, robe de théatre ayant appartenu à Alexandra David-Néel durant sa carrière de cantatrice.

On trouve au rez-de-chaussée, après un vestibule aux couleurs vives et décoré de calligraphies chinoises en hommage à l'orientaliste, une pièce qu'elle nommait « chambre d'un grand lama tibétain » et où sont montrées ses collections asiatiques (Japon, Tibet, Chine), et à l'étage la minuscule chambre que l'exploratrice appelait son « trou » et le bureau où elle écrivit, à la fin de sa vie, une partie de son œuvre littéraire. Rien n'a changé, les pièces semblent avoir été quittées hier.
Pour les 50 ans de la disparition de l'écrivain, la ville de Digne-les-Bains a engagé d'importants travaux de restauration de la maison. Les couleurs originelles ont été retrouvées grâce à une étude chronostratigraphique réalisée en 2018 et seront restaurées (de septembre 2018 à mai 2019).
L'édifice est inscrit au titre des monuments historiques en 1996.
La maison est également « Patrimoine du XXe siècle », « Maison des illustres » et musée de France.
La villa Samten Dzong fait partie de la Fédération nationale des maisons d’écrivains et des patrimoines littéraires depuis 2007.

## Personnalités venues à la maison d'Alexandra David-Néel
Le 14e dalaï-lama est venu visiter Samten Dzong le 15 octobre 1982 où il rencontre Christian Delorme, inaugure le 16 octobre une stèle à la mémoire d'Alexandra David-Néel et de son fils adoptif, Lama Yongden et donne une conférence de presse, et du 21 au 26 mai 1986.
Un monument commémoratif en bronze représentant les deux lions des neiges, emblème du Tibet, a été inauguré le 1er octobre 2000 devant la maison d'Alexandra David-Néel par le moine tibétain Palden Gyatso.
L'actrice Dominique Blanc est venue à Samten Dzong en septembre 2010 pour s'imprégner du personnage qu'elle interprète dans le film Alexandra David-Néel - J'irai au pays des neiges.
La bande dessinée Une vie avec Alexandra David-Néel, de Fred Campoy et Mathieu Blanchot, s'inspire du livre de Marie-Madeleine Peyronnet, Dix ans avec Alexandra David-Néel (tome 3 sorti en 2018).